# Mercy Addy
Mercy Addy (* 7. Mai 1964) ist eine ehemalige ghanaische Leichtathletin, die sich auf den Sprint spezialisiert hat. Ihren größten Erfolg feierte sie mit dem Gewinn der Goldmedaille in der 4-mal-100-Meter-Staffel bei den Afrikameisterschaften 1988 in Annaba.

## Sportliche Laufbahn
Erste internationale Erfahrungen sammelte Mercy Addy vermutlich im Jahr 1982, als sie bei den Commonwealth Games in Brisbane im 400-Meter-Lauf im Halbfinale ausschied und mit der ghanaischen 4-mal-100-Meter-Staffel in 45,93 s den siebten Platz belegte. Im Jahr darauf nahm sie mit der Staffel an den erstmals ausgetragenen Weltmeisterschaften in Helsinki teil und schied dort mit 47,51 s im Vorlauf aus. 1984 gewann sie bei den Afrikameisterschaften in Rabat in 24,42 s die Silbermedaille im 200-Meter-Lauf hinter der Marokkanerin Nawal El Moutawakel und über 400 Meter gewann sie in 56,36 s die Bronzemedaille hinter den Kenianerinnen Ruth Atuti und Mable Esendi. Zudem gewann sie in 46,20 s gemeinsam mit Grace Armah, Cynthia Quartey und Doris Wiredu die Silbermedaille in der 4-mal-100-Meter-Staffel hinter dem kenianischen Team und auch mit der 4-mal-400-Meter-Staffel gewann sie in 3:45,96 min gemeinsam mit Martha Appiah, Doris Wiredu und einer vierten Läuferin die Silbermedaille hinter Kenia. Anschließend nahm sie über 400 Meter an den Olympischen Sommerspielen in Los Angeles teil und schied dort mit 58,91 s in der ersten Runde aus. Zudem verpasste sie mit der 4-mal-400-Meter-Staffel mit 3:40,38 min den Finaleinzug.
1987 gewann sie bei den Afrikaspielen in Nairobi in 52,35 s die Bronzemedaille über 400 Meter hinter den Kenianerinnen Francisca Chepkurui und Geraldine Shitandayi und mit der 4-mal-100-Meter-Staffel sicherte sie sich in 44,43 s gemeinsam mit Martha Appiah, Cynthia Quartey und Diana Yankey die Silbermedaille hinter dem nigerianischen Team. Kurz darauf schied sie bei den Weltmeisterschaften in Rom mit 54,13 s in der Vorrunde über 400 Meter aus und verpasste mit der Staffel mit 44,28 s den Finaleinzug. Im Jahr darauf gewann sie bei den Afrikameisterschaften in Annaba in 52,88 s die Bronzemedaille über 400 Meter hinter der Nigerianerin Airat Bakare und Célestine N’Drin von der Elfenbeinküste. Zudem siegte sie in 44,68 s gemeinsam mit Veronica Bawuah, Diana Yankey und Martha Appiah in der 4-mal-100-Meter-Staffel. Daraufhin nahm sie erneut an den Olympischen Sommerspielen in Seoul teil und schied dort mit der Staffel mit 44,30 s im Semifinale aus. 1990 schied sie bei den Commonwealth Games in Auckland mit 23,77 s in der Vorrunde im 200-Meter-Lauf aus und belegte in 57,01 s den achten Platz über 400 Meter. 1994 schied sie bei den Commonwealth Games in Victoria mit 54,01 s im Semifinale über 400 Meter aus und mit der 4-mal-100-Meter-Staffel gelangte sie mit 45,72 s auf Rang sieben, während sie mit der 4-mal-400-Meter-Staffel mit 3:47,49 min den vierten Platz belegte. Im Jahr darauf schied sie bei den Weltmeisterschaften in Göteborg mit 54,29 s in der ersten Runde über 400 Meter aus. Anschließend gewann sie bei den Afrikaspielen in Harare in 44,44 s gemeinsam mit Vida Nsiah, Gladys Kotei und Helena Wrappah die Silbermedaille in der 4-mal-100-Meter-Staffel hinter dem nigerianischen Team und mit der 4-mal-400-Meter-Staffel sicherte sie sich in 3:35,67 min gemeinsam mit Vida Nsiah, Amidatu Adrahmani und Agnes Yaa Nuamah die Bronzemedaille hinter den Teams aus Nigeria und Südafrika. 1996 nahm sie über 400 Meter ein drittes Mal an den Olympischen Sommerspielen in Atlanta teil und kam dort mit 54,92 s nicht über den Vorlauf hinaus. Daraufhin beendete sie ihre aktive sportliche Karriere im Alter von 32 Jahren.
In den Jahren 1985 und 1995 wurde Addy ghanaische Meisterin im 100-Meter-Lauf sowie 1983 über 200 Meter und 1982, 1983, 1986, 1988, 1990 sowie 1994 und 1996 auch über 400 Meter.

## Persönliche Bestzeiten
- 100 Meter: 11,4 s, 1987
- 200 Meter:
- 400 Meter: 51,0 s, 1989